# Indian Wells Open 2023
L'Indian Wells Open 2023 è stato un torneo di tennis giocato su campi in cemento. È stata la 49ª edizione dell'Indian Wells Open maschile e faceva parte della categoria ATP Tour Masters 1000 nell'ambito dell'ATP Tour 2023, e la 34ª edizione femminile della categoria WTA 1000 nell'ambito del WTA Tour 2023. Sia il torneo maschile sia quello femminile si sono giocati dall'8 al 19 marzo 2023 all'Indian Wells Tennis Garden di Indian Wells, negli Stati Uniti.

## Partecipanti ATP singolare

### Teste di serie
| Nazionalità | Giocatore                   | Ranking* | Testa di serie |
| ----------- | --------------------------- | -------- | -------------- |
| Spagna      | Carlos Alcaraz              | 2        | 1              |
| Grecia      | Stefanos Tsitsipas          | 3        | 2              |
| Norvegia    | Casper Ruud                 | 4        | 3              |
| Stati Uniti | Taylor Fritz                | 5        | 4              |
|             | Daniil Medvedev             | 6        | 5              |
|             | Andrej Rublëv               | 7        | 6              |
| Danimarca   | Holger Rune                 | 8        | 7              |
| Canada      | Félix Auger-Aliassime       | 10       | 8              |
| Polonia     | Hubert Hurkacz              | 11       | 9              |
| Regno Unito | Cameron Norrie              | 12       | 10             |
| Italia      | Jannik Sinner               | 13       | 11             |
| Germania    | Alexander Zverev            | 14       | 12             |
|             | Karen Chačanov              | 15       | 13             |
| Stati Uniti | Frances Tiafoe              | 16       | 14             |
| Spagna      | Pablo Carreño Busta         | 17       | 15             |
| Australia   | Alex de Minaur              | 18       | 16             |
| Stati Uniti | Tommy Paul                  | 19       | 17             |
| Croazia     | Borna Ćorić                 | 20       | 18             |
| Italia      | Lorenzo Musetti             | 21       | 19             |
| Italia      | Matteo Berrettini           | 23       | 20             |
| Bulgaria    | Grigor Dimitrov             | 25       | 21             |
| Spagna      | Roberto Bautista Agut       | 27       | 22             |
| Spagna      | Alejandro Davidovich Fokina | 28       | 23             |
| Regno Unito | Daniel Evans                | 29       | 24             |
| Canada      | Denis Shapovalov            | 30       | 25             |
| Serbia      | Miomir Kecmanović           | 31       | 26             |
| Argentina   | Francisco Cerúndolo         | 32       | 27             |
| Paesi Bassi | Botic van de Zandschulp     | 33       | 28             |
| Giappone    | Yoshihito Nishioka          | 34       | 29             |
| Argentina   | Sebastián Báez              | 35       | 30             |
| Paesi Bassi | Tallon Griekspoor           | 36       | 31             |
| Stati Uniti | Maxime Cressy               | 37       | 32             |

* Ranking al 6 marzo 2023.

### Altri partecipanti
I seguenti giocatori hanno ricevuto una wild card per il tabellone principale:
- Brandon Holt
- Aleksandar Kovacevic
- Jack Sock
- Dominic Thiem
- Wu Yibing

I seguenti giocatori sono entrati in tabellone con il ranking protetto:
- Gaël Monfils
- Guido Pella
- Stan Wawrinka

I seguenti giocatori sono entrati nel tabellone principale passando dalle qualificazioni:

- Rinky Hijikata
- Borna Gojo
- Leandro Riedi
- Aleksandar Vukic
- Alejandro Tabilo
- Zhang Zhizhen
- Tarō Daniel
- Cristian Garín
- Thanasi Kokkinakis
- Maximilian Marterer
- Jan-Lennard Struff
- Wu Tung-lin

I seguenti giocatori sono entrati in tabellone come lucky loser:
- Alexei Popyrin
- Radu Albot

### Ritiri
Prima del torneo
- Benjamin Bonzi → sostituito da  Oscar Otte
- Jenson Brooksby → sostituito da  Ugo Humbert
- Marin Čilić → sostituito da  Tomás Martín Etcheverry
- Novak Đoković → sostituito da  Nikoloz Basilašvili
- Kyle Edmund → sostituito da  Roman Safiullin
- David Goffin → sostituito da  Jason Kubler
- Sebastian Korda → sostituito da  Thiago Monteiro
- Kwon Soon-woo → sostituito da  Alexei Popyrin
- Nick Kyrgios → sostituito da  Roberto Carballés Baena
- Corentin Moutet → sostituito da  Daniel Elahi Galán
- Rafael Nadal → sostituito da  Jordan Thompson
- Reilly Opelka → sostituito da  Bernabé Zapata Miralles
- Pablo Carreño Busta → sostituito da  Radu Albot

## Partecipanti ATP doppio

### Teste di serie
| Nazionalità | Giocatore            | Nazionalità | Giocatore         | Ranking* | Teste di serie |
| ----------- | -------------------- | ----------- | ----------------- | -------- | -------------- |
| Paesi Bassi | Wesley Koolhof       | Regno Unito | Neal Skupski      | 2        | 1              |
| Stati Uniti | Rajeev Ram           | Regno Unito | Joe Salisbury     | 7        | 2              |
| El Salvador | Marcelo Arévalo      | Paesi Bassi | Jean-Julien Rojer | 12       | 3              |
| Croazia     | Nikola Mektić        | Croazia     | Mate Pavić        | 13       | 4              |
| Regno Unito | Lloyd Glasspool      | Finlandia   | Harri Heliövaara  | 23       | 5              |
| Spagna      | Marcel Granollers    | Argentina   | Horacio Zeballos  | 29       | 6              |
| Monaco      | Hugo Nys             | Polonia     | Jan Zieliński     | 33       | 7              |
| Colombia    | Juan Sebastián Cabal | Colombia    | Robert Farah      | 47       | 8              |

* Ranking al 6 marzo 2023.

### Altri partecipanti
Le seguenti coppie di giocatori hanno ricevuto una wild card per il tabellone principale:
- Marcos Giron /  Jeffrey John Wolf
- Nathaniel Lammons /  Jackson Withrow
- Jannik Sinner /  Lorenzo Sonego

Le seguenti coppie di giocatori sono entrate in tabellone usando il ranking protetto:
- Casper Ruud /  Dominic Thiem
- Frances Tiafoe /  Stan Wawrinka

La seguente coppia di giocatori è entrata in tabellone come alternate:
- Francisco Cerúndolo /  Diego Schwartzman

### Ritiri
Prima del torneo
- Félix Auger-Aliassime /  Sebastian Korda → sostituiti da  Félix Auger-Aliassime /  Denis Shapovalov
- Ivan Dodig /  Austin Krajicek → sostituiti da  Austin Krajicek /  Mackenzie McDonald
- Roberto Bautista Agut /  Pablo Carreño Busta → sostituiti da  Francisco Cerúndolo /  Diego Schwartzman

## Partecipanti singolare WTA

### Teste di serie
| Nazionalità | Giocatrice             | Ranking* | Testa di serie |
| ----------- | ---------------------- | -------- | -------------- |
| Polonia     | Iga Świątek            | 1        | 1              |
|             | Aryna Sabalenka        | 2        | 2              |
| Stati Uniti | Jessica Pegula         | 3        | 3              |
| Tunisia     | Ons Jabeur             | 4        | 4              |
| Francia     | Caroline Garcia        | 5        | 5              |
| Stati Uniti | Coco Gauff             | 6        | 6              |
| Grecia      | Maria Sakkarī          | 7        | 7              |
|             | Dar'ja Kasatkina       | 8        | 8              |
| Svizzera    | Belinda Bencic         | 9        | 9              |
| Kazakistan  | Elena Rybakina         | 10       | 10             |
|             | Veronika Kudermetova   | 11       | 11             |
|             | Ljudmila Samsonova     | 12       | 12             |
| Brasile     | Beatriz Haddad Maia    | 13       | 13             |
|             | Viktoryja Azaranka     | 14       | 14             |
| Rep. Ceca   | Petra Kvitová          | 15       | 15             |
| Rep. Ceca   | Barbora Krejčíková     | 16       | 16             |
| Rep. Ceca   | Karolína Plíšková      | 17       | 17             |
|             | Ekaterina Aleksandrova | 18       | 18             |
| Stati Uniti | Madison Keys           | 20       | 19             |
| Polonia     | Magda Linette          | 21       | 20             |
| Spagna      | Paula Badosa           | 22       | 21             |
| Cina        | Zhang Shuai            | 27       | 22             |
| Italia      | Martina Trevisan       | 26       | 23             |
| Lettonia    | Jeļena Ostapenko       | 25       | 24             |
| Croazia     | Petra Martić           | 30       | 25             |
|             | Anastasija Potapova    | 28       | 26             |
| Ucraina     | Anhelina Kalinina      | 29       | 27             |
| Rep. Ceca   | Marie Bouzková         | 32       | 28             |
| Croazia     | Donna Vekić            | 23       | 29             |
| Canada      | Leylah Fernandez       | 49       | 30             |
| Stati Uniti | Amanda Anisimova       | 35       | 31             |
| Canada      | Bianca Andreescu       | 36       | 32             |

* Ranking al 6 marzo 2023.

### Altre partecipanti
Le seguenti giocatrici hanno ricevuto una wild card per il tabellone principale:
- Sofia Kenin
- Ann Li
- Elizabeth Mandlik
- Caty McNally
- Emma Navarro
- Peyton Stearns
- Katie Volynets
- Dajana Jastrems'ka

Le seguenti giocatrici sono entrate in tabellone con il ranking protetto:
- Karolína Muchová
- Evgenija Rodina
- Markéta Vondroušová

Le seguenti giocatrici sono entrate nel tabellone principale passando dalle qualificazioni:

- Katie Swan
- Cristina Bucșa
- Varvara Gračëva
- Rebeka Masarova
- Olga Danilović
- Arantxa Rus
- Ysaline Bonaventure
- Kimberly Birrell
- Lesja Curenko
- Rebecca Peterson
- Laura Siegemund
- Ashlyn Krueger

Le seguenti giocatrici sono entrata in tabellone come lucky loser:
- Magdalena Fręch
- Dalma Gálfi
- Anna Karolína Schmiedlová

### Ritiri
Prima del torneo
- Ana Bogdan → sostituita da  Emma Raducanu
- Jaqueline Cristian sostituita da  Alison Van Uytvanck
- Lauren Davis sostituita da  Magdalena Fręch
- Tamara Korpatsch → sostituita da  Dalma Gálfi
- Anett Kontaveit → sostituita da  Maryna Zanevs'ka
- Camila Osorio → sostituita da  Madison Brengle
- Patricia Maria Țig → sostituita da  Nuria Párrizas Díaz
- Alison Van Uytvanck sostituita da  Anna Karolína Schmiedlová
- Zheng Qinwen → sostituita da  Tamara Korpatsch

## Partecipanti doppio WTA

### Teste di serie
| Nazione     | Giocatrice               | Nazione     | Giocatrice         | Ranking* | Testa di serie |
| ----------- | ------------------------ | ----------- | ------------------ | -------- | -------------- |
| Rep. Ceca   | Barbora Krejčiková       | Rep. Ceca   | Kateřina Siniaková | 3        | 1              |
| Stati Uniti | Coco Gauff               | Stati Uniti | Jessica Pegula     | 8        | 2              |
| Ucraina     | Ljudmyla Kičenok         | Lettonia    | Jeļena Ostapenko   | 18       | 3              |
| Stati Uniti | Desirae Krawczyk         | Paesi Bassi | Demi Schuurs       | 22       | 4              |
| Cina        | Xu Yifan                 | Cina        | Yang Zhaoxuan      | 25       | 5              |
| Australia   | Storm Hunter             | Belgio      | Elise Mertens      | 27       | 6              |
| Messico     | Giuliana Olmos           | Cina        | Zhang Shuai        | 31       | 7              |
| Stati Uniti | Nicole Melichar-Martinez | Australia   | Ellen Perez        | 35       | 8              |

- Ranking al 6 marzo 2023.

### Altre partecipanti
Le seguenti coppie di giocatrici hanno ricevuto una wild card per il tabellone principale:
- Bianca Andreescu /  Julija Putinceva
- Danielle Collins /  Peyton Stearns
- Leylah Fernandez /  Taylor Townsend

### Ritiri
Prima del torneo
- Caroline Dolehide /  Madison Keys → sostituite da  Belinda Bencic /  Jil Teichmann

## Punti
| Torneo              | V    | F   | SF  | QF  | 4T  | 3T | 2T   | 1T   | Q    | Q2   | Q1   |
| Singolare maschile  | 1000 | 600 | 360 | 180 | 90  | 45 | 25*  | 10   | 16   | 8    | 0    |
| Doppio maschile     | 1000 | 600 | 360 | 180 | 90  | 0  | N.D. | N.D. | N.D. | N.D. | N.D. |
| Singolare femminile | 1000 | 650 | 390 | 215 | 120 | 65 | 35*  | 10   | 30   | 20   | 2    |
| Doppio femminile    | 1000 | 650 | 390 | 215 | 120 | 10 | N.D. | N.D. | N.D. | N.D. | N.D. |

* I giocatori con un bye ricevono i punti del primo turno.

## Montepremi
| Torneo              | V          | F        | SF       | QF       | 4T      | 3T      | 2T      | 1T      | Q2     | Q1     |
| Singolare maschile  | $1,262,220 | $662,360 | $352,635 | $184,465 | $96,955 | $55,770 | $30,885 | $18,660 | $9,440 | $5,150 |
| Singolare femminile | $1,262,220 | $662,360 | $352,635 | $184,465 | $96,955 | $55,770 | $30,885 | $18,660 | $9,440 | $5,150 |
| Doppio maschile     | $436,730   | $231,660 | $123,550 | $62,630  | $33,460 | $18,020 | N.D.    | N.D.    | N.D.   | N.D.   |
| Doppio femminile    | $436,730   | $231,660 | $123,550 | $62,630  | $33,460 | $18,020 | N.D.    | N.D.    | N.D.   | N.D.   |

## Campioni

### Singolare maschile
Carlos Alcaraz ha sconfitto in finale  Daniil Medvedev con il punteggio di 6–3, 6–2.
• È l'ottavo titolo in carriera per Alcaraz, il secondo della stagione.

### Singolare femminile
Elena Rybakina ha sconfitto in finale  Aryna Sabalenka con il punteggio di 7–6(11), 6–4.
• È il quarto titolo in carriera per Rybakina, il primo della stagione.

### Doppio maschile
Rohan Bopanna /  Matthew Ebden hanno sconfitto in finale  Wesley Koolhof /  Neal Skupski con il punteggio di 6–3, 2–6, [10–8].

### Doppio femminile
Barbora Krejčíková /  Kateřina Siniaková hanno sconfitto in finale  Beatriz Haddad Maia /  Laura Siegemund con il punteggio di 6–1, 6(3)–7, [10–7].